# Histoire comique (Anatole France)
Histoire comique est une nouvelle d'Anatole France, parue en 1903.

## Historique
Histoire comique, d'abord parue sous le titre Chevalier, nouvelle, est une nouvelle d'Anatole France, parue en 1903.

## Résumé
Félicie Nanteuil est une jeune actrice du théâtre de l'Odéon. Un modeste comédien, Chevalier, son amant du jour, l'attend chez sa mère et, jaloux, lui interdit « pour éviter un malheur » de recevoir dans sa loge Robert de Ligny, un diplomate du ministère des Affaires étrangères. Après une nuit passée dans une maison discrète par delà les fortifications, Félicie et Robert trouvent à leur porte Chevalier, un revolver à la main, qui se tire une balle dans la tête...

Un suicidé... le curé lui refusant l'entrée de son église, l'affaire Chevalier commence. Le docteur Trublet, médecin du théâtre et ami des actrices, « la trouvait comique, c'est-à-dire appartenant aux comédiens...»

## Éditions
- 1894 - Chevalier, nouvelle, in Vie contemporaine et Revue parisienne réunies du 15 décembre 1894.
- 1902 - Histoire comique, in Revue de Paris des 15 décembre 1902, 1er janvier et 15 janvier 1903.
- 1903 - Histoire comique , chez Calmann-Lévy à Paris.
- 1905 - Histoire comique , chez Calmann-Lévy à Paris. Pointes sèches et eaux-fortes d'Edgar Chahine.

## Adaptations
- Au cinéma
  - Félicie Nanteuil, un film français réalisé en 1942 par Marc Allégret et sorti en 1945.